# Kławdija Nazarowa
Kławdija Iwanowna Nazarowa (ros. Кла́вдия Ива́новна Наза́рова; ur. 15 października 1920 w Ostrowie, zm. 12 grudnia 1942 tamże) – radziecka organizatorka i kierowniczka podziemnej organizacji komsomolskiej podczas II wojny światowej, uhonorowana pośmiertnie tytułem Bohatera Związku Radzieckiego (1945).

## Życiorys
Urodziła się w rodzinie chłopskiej. Skończyła 10 klas i jeden semestr Instytutu Kultury Fizycznej w Leningradzie, pracowała w szkole nr 5, a podczas niemieckiej okupacji została pracownicą warsztatu szewskiego.
W 1941 założyła podziemną organizację komsomolską w Ostrowie rozprowadzającą ulotki wzywające do stawiania oporu okupantowi i gromadzącą broń i zaopatrzenie oraz udzielającą pomocy rannym i jeńcom. W listopadzie 1942 została aresztowana przez niemieckich okupantów i następnie zamordowana na centralnym placu w Ostrowie.
20 sierpnia 1945 pośmiertnie nadano jej tytuł Bohatera Związku Radzieckiego i Order Lenina. 19 maja 1963 w Ostrowie odsłonięto jej pomnik. Jej imieniem nazwano ulice w Ostrowie, Pskowie, Królewcu, Lenińsku Kuźnieckim i Bieżanicach oraz szkoły w Griemiaczinsku i Ostrowie.